# SCA (компьютерный вирус)
SCA — резидентный незашифрованный загрузочный вирус, первый вирус, созданный для компьютеров Amiga. Был обнаружен в ноябре 1987 года и написан, предположительно, человеком, известным как «CHRIS», который состоит в швейцарской пиратской организации Swiss Cracking Association, от которой вирус получил своё название. У SCA имеется много вариантов. Его создание повлекло за собой создание других вирусов для Amiga: Byte Bandit, Byte Warrior и другие, хотя, возможно, Byte Bandit мог быть написан раньше SCA.

## Схема работы вируса
При каждой горячей перезагрузке SCA проверяет, заражён ли вставленный диск. Если это не так, вирус копирует себя на этот диск тем самым заражая его. После каждого 15-го заражения вирус отображает следующее сообщение:

Something wonderful has happened
Your AMIGA is alive !!!
and, even better...
Some of your disks are infected by a VIRUS !!!
Another masterpiece of The Mega-Mighty SCA !!

после чего система возвращается к нормальной работе.

## Удаление вируса
Для удаления вируса с диска существует два решения:
- Загрузка в компьютер заражённого диска, зажимая при этом левую кнопку мыши. После этой операции вирус удалит сам себя с этого диска[2][4]. Как индикатор, экран станет зелёным.
- Использование команды INSTALL, которая перезаписывает загрузочные секторы диска их же оригинальным кодом, хотя после этой операции диск может быть заражён заново[4].

Позже самими Swiss Cracking Association (а скорее всего, самим «CHRIS») была выпущена программа для удаления SCA.